# خانه امیران
خانه امیران بنایی تاریخی مربوط به دوره قاجار است که در محله راهمیان اردستان واقع شده است. این اثر در تاریخ ۲۲ آبان ۱۳۸۶ با شمارهٔ ثبت ۲۰۰۰۸ به‌عنوان یکی از آثار ملی ایران به ثبت رسیده است.